# Танака, Гиити
Танака Гиити (яп. 田中 義一, 22 июня 1863 — 29 сентября 1929) — генерал Императорской армии Японии, политик, премьер-министр Японии.

## Ранние годы и военная карьера
Танака родился в самурайской семье в городе Хаги провинции Нагато в Японии. Закончил Военную академию Императорской армии и Высшую военную академию Императорской армии в 1892 году, участвовал в войнах с Китаем и Россией в качестве адъютанта генерала Кодамы Гэнтаро. В 1906 году участвовал в составлении плана обороны, который был настолько высоко оценён генеральным штабом, что разработки Танаки были приняты за основу военной политики вплоть до начала Первой мировой войны.
Танака владел русским языком, который изучил, будучи помощником военного  атташе  японской миссии (Legation du Japon) в Санкт- Петербурге с сентября 1898 года по апрель 1902 года.  Каждое воскресенье он посещал литургию в православной церкви, хотя осталось неизвестным, перешел он в православие или нет.
В 1911 году Танака стал генерал-майором и был назначен директором Бюро по военным делам при Министерстве армии, где он рекомендовал усилить регулярную армию на две пехотные дивизии.
В 1920 году Танака стал генералом. Вскоре он получил портфель министра армии в правительстве Хары Такаси (1918—1921 годы), а позднее — в правительстве Ямамото Гоннохёэ (1923—1924). Он также был одним из военных руководителей, участвовавших в интервенции в Приморье.
Выйдя в отставку, в 1925 году Танака получил приглашение возглавить партию Риккэн Сэйюкай и место в Палате Советников. Позднее он получил титул дансяку (барона) в системе кадзоку.
Было решено, что Танака должен получить титул маршала при выходе в отставку, но когда в министерстве узнали о том, что за согласие возглавить партию Риккэн Сэйюкай генерал получил 3 миллиона йен, приказ о присвоении ему очередного звания был отозван.

## Премьер-министр
Танака стал премьер-министром Японии в 1927 году, параллельно выполняя функции министра иностранных дел. На его правление пришлась финансовая паника 1927 года.
Танака предпринимал все усилия для того, чтобы подавить движения социалистов, коммунистов и им сочувствующих (см. Инцидент 15 марта 1928 года (Япония) и Инцидент 19 апреля 1929 года (Япония)).
Танака продолжил политику агрессивной интервенции в Китае и Монголии. В течение 1927—1928 годов он трижды направлял войска в Китай, в том числе во время Цзинаньского инцидента.
Танака пришёл к власти в то время, когда в Японии начали назревать события, впоследствии приведшие к её участию во Второй мировой войне. В 1928 году действия ультра-правых националистических обществ и Квантунской армии вылились в кризис: убийство китайского милитариста Чжан Цзолиня и неудачную попытку оккупации Маньчжурии. Для самого Танаки убийство Чжан Цзолиня было неожиданностью. Он утверждал, что офицеры, ответственные за инцидент должны предстать перед военно-полевым судом. Военная элита, куда Танака не входил, настаивала на сокрытии фактов. Не имея поддержки и подвергаясь критике как со стороны парламента, так и со стороны самого императора Хирохито, Танака и его кабинет ушли в отставку в полном составе. Через несколько месяцев генерал умер.

## Меморандум Танаки
В 1929 году в Китае прозвучали обвинения в адрес Танаки — ему приписывалось авторство «Меморандума Танаки», согласно которому для достижения мирового господства Япония должна была завоевать вначале Маньчжурию и Монголию, а впоследствии и весь Китай. Обвинители утверждали, что Танака представил свой меморандум императору в 1927 году. Этот документ фигурировал под № 169 в документах Токийского международного военного трибунала над японскими военными преступниками (1946—1948). Тем не менее японские официальные лица всегда отрицали подлинность опубликованного меморандума, а историки не смогли обнаружить оригинал текста.
С другой стороны, в меморандуме, опубликованном в середине 1950-х родившимся в Японии тайваньцем Цзай Чжиганем, утверждалось, что Цзай лично скопировал этот план в Императорской библиотеке в ночь на 20 июня 1928 года. 
См. также , .

## Награды
- Орден Золотого коршуна 3 степени (апрель 1906)[3]
- Орден Священного сокровища 1 класса (сентябрь 1918)[4]
- Орден Священного сокровища 5 степени (30 ноября 1901)[5]
- Орден Восходящего солнца 1 степени (7 сентября 1920)[6]
- Орден Цветов павловнии (29 сентября 1929)[7]
- Медаль за участие в японо-китайской войне (18 ноября 1895)[8]
- Медаль за участие в русско-японской войне [3]
- Медаль за участие в мировой войне
- Медаль за кампанию 1914—1920 годов
- Медаль Победы в мировой войне (7 сентября 1920)[9]
- Медаль в память аннексии Кореи (1 августа 1912)[10]
- Памятная медаль в честь первой всеяпонской переписи населения (1 июля 1921)[11]
- Медаль «В ознаменование восстановления имперской столицы» (29 сентября 1929)[12]
- Орден «Святой Александр» 2 класса (22 сентября 1914) [13]
- Орден Полосатого Тигра 2 класса (30 марта 1918)[14]
- Большой крест Ордена Возрождения Польши (9 октября 1927)[15]
- Командор 1 класса Ордена Данеброг (1 августа 1929)[16]
- Рыцарь-Командор Ордена Святого Михаила и Святого Георгия (1 октября 1929)[17]
- Рыцарь Большого креста Ордена Британской империи (28 сентября 1929)
- Кавалер большого креста Ордена Почётного легиона